# Matías Almeyda
Matías Jesús Almeyda (Azul, 1973. december 21. –) egy korábbi argentin válogatott labdarúgó, 2015-től a mexikói Guadalajara vezetőedzője.
Az argentin válogatott tagjaként részt vett az 1998-as és a 2002-es világbajnokságon illetve az 1996. évi nyári olimpiai játékokon.

## Sikerei, díjai

### Játékosként
River Plate
- Copa Libertadores győztes (1): 1996
- Argentin bajnok (3): 1993, 1994, 1996

Lazio
- KEK győztes (1): 1998–99
- UEFA-szuperkupa győztes (1): 1999
- Olasz bajnok (1): 1999–00
- Olasz kupagyőztes (2): 1997–98, 1999–00
- Olasz szuperkupagyőztes (1): 1998

Parma
- Olasz kupagyőztes (1): 2001–02

Argentína
- Olimpiai ezüstérmes (1): 1996

### Edzőként
CD Guadalajara
- Mexikói bajnok (1): 2017 Clausura[2]